# Kozhikode
Kozhikode (även känd under det äldre namnet Calicut) är den tredje största staden i den indiska delstaten Kerala och är centralort i ett distrikt med samma namn. Folkmängden uppgick till cirka 550 000 invånare vid folkräkningen 2011. Storstadsområdet beräknades ha lite mer än 3 miljoner invånare 2018.
Staden, belägen på Malabarkusten, är mest känt i västerlandet som platsen där Vasco da Gama landsteg 1498. Den exakta landstigningsplatsen var Kappad, 18 km från Kozhikode.
Kozhikode besöktes förr mest av seglare från Röda havet och Persiska viken, vilka där hämtade ris, kokosnötter, vax, kryddor, sandel- och teakträ. Bomullsväveriet ("kalikå"), som en gång förskaffat staden så stort rykte, är numera obetydligt. Såväl portugiser som engelsmän anlade faktorier i staden och dess närhet, och dessa blev utgångspunkter för livlig handelsrörelse.
1765 intogs staden av Haider Ali, som jagade bort köpmännen och lät hugga ner alla kokos- och sandelträd så att platsen inte fortsättningsvis skulle ha någon lockelse för européerna. Hans trupper fördrevs visserligen av engelsmännen 1782 men staden övergick kort därefter under hans son Tippo Sahib, som behandlade dess invånare med största grymhet. Genom freden 1792, som kostade Tippo Sahib hälften av hans rike, blev staden med omgivning brittiskt område.
Utöver flera moskéer finns här en katolsk kyrka, tidigare tillhörig portugiserna, och en anglikansk sådan.